# Marcé-sur-Esves
Marcé-sur-Esves – miejscowość i gmina we Francji, w Regionie Centralnym, w departamencie Indre i Loara.
Według danych na rok 1990 gminę zamieszkiwały 232 osoby, a gęstość zaludnienia wynosiła 21 osób/km² (wśród 1842 gmin Regionu Centralnego Marcé-sur-Esves plasuje się na 908. miejscu pod względem liczby ludności, natomiast pod względem powierzchni na miejscu 1097.).